# Малимоны (Светлогорский район)
Малимоны (бел. Малімоны) — деревня в Красновском сельсовете Светлогорского района Гомельской области Беларуси.
Кругом лес.

## География

### Расположение
В 48 км на северо-запад от Светлогорска, 25 км от железнодорожной станции Мошны (на ветке Бобруйск — Рабкор от линии Осиповичи — Жлобин), 118 км от Гомеля.

## Транспортная сеть
Транспортные связи по просёлочной, затем автомобильной дороге Бобруйск — Речица. Планировка состоит из короткой прямолинейной улицы, ориентированной с юго-востока на северо-запад. Застройка двусторонняя, деревянная, усадебного типа.

## История
Согласно письменным источникам известна с XIX века как селение в Паричской волости Бобруйского уезда Минской губернии. Крупным землевладельцам в 1872 году был помещик С. Прушановский.
В 1929 году организован колхоз. В 1939 году в деревню были переселены жители хутора Стражи. Во время Великой Отечественной войны немецкие каратели в ноябре 1943 года убили 118 жителей (похоронены в могиле на северной окраине) и полностью сожгли деревню.

## Население

### Численность
- 2021 год — 6 жителей

### Динамика
- 1897 год — 28 дворов, 189 жителей (согласно переписи)
- 1917 год — 45 дворов 235 жителей
- 1925 год — 50 дворов
- 1940 год — 62 двора, 201 житель
- 1959 год — 206 жителей (согласно переписи)
- 2004 год — 15 хозяйств, 19 жителей
- 2021 год — 6 жителей